# 榑橋村
榑橋村（くれはしむら）は、明治時代中期の短期間、埼玉県新座郡に存在した村。1889年（明治22年）、町村制施行にともなって編成されたが、1891年（明治24年）に東京府北豊島郡大泉村の一部となった。
2014年現在の東京都練馬区北西部「大泉地区」のうち、東大泉および大泉学園町の一部を除いた地域である。

## 地理
埼玉県新座郡の南端部に位置する。

## 歴史
村域は、江戸時代には武蔵国新座郡の一部であり、小榑村と橋戸村があった。1889年（明治22年）4月1日に町村制が施行されると、両村が合併して榑橋村が編成された。
学制発布以降、日本全国に小学校が設立されたが、小学校を運営する村の財政負担は重いものであった。榑橋村では本照寺（現：西大泉3丁目）に榑橋小学校を開設していたが、1kmも離れていない東京府北豊島郡石神井村大字上土支田の妙延寺（現：練馬区東大泉3丁目）には豊西小学校があり、学校を統合して経費を削減するために村の再編成が図られることとなった。陳情の結果、榑橋村に加え新倉村南西部（長沼、久保原および長久保）が埼玉県から東京府に編入され、石神井村から分離した上土支田とともに、新たな村が作られることとなった。1891年（明治24年）6月15日、東京府北豊島郡大泉村が発足した。
1892年（明治25年）6月1日、村の再編のきっかけとなった2つの小学校は廃止され、新たな村の中央に泉小学校（現在の練馬区立大泉小学校）が新設された。1922年（大正11年）には、旧榑橋村域にあたる大字小榑字中島（現：大泉学園町二丁目の大泉中島公園）に大泉村役場が建設されている。

### 自治体沿革
- 1884年（明治17年）4月1日 - 連合戸長制施行。上保谷村・下保谷村・上保谷新田を含めた5箇村で保谷村連合となる。
- 1889年（明治22年）4月1日 - 町村制施行に伴い、小榑村・橋戸村の区域をもって榑橋村が成立。
- 1891年（明治24年）6月15日 - 新座郡新倉村の一部（長沼・久保原・長久保）および東京府北豊島郡石神井村の一部（大字上土支田）と合併し、東京府北豊島郡大泉村が発足。同日榑橋村廃止。